# Bad Driburg

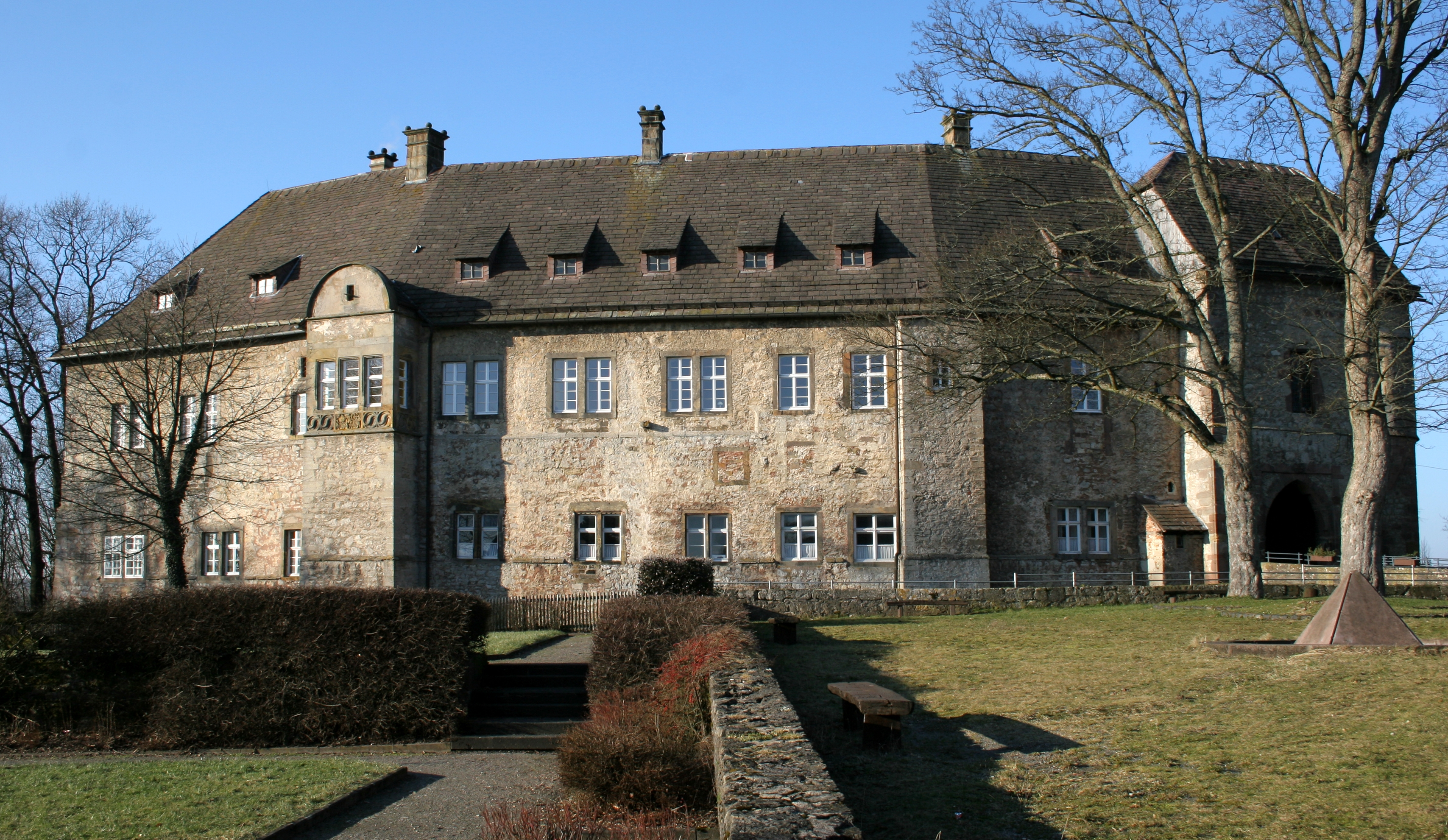
Dringenberg, Bad Driburg

Bad Driburg este un oraș din landul Renania de Nord-Westfalia, Germania.